# Echinogorgia gracillima
Echinogorgia gracillima is een zachte koraalsoort uit de familie Plexauridae. De koraalsoort komt uit het geslacht Echinogorgia. Echinogorgia gracillima werd in 1919 voor het eerst wetenschappelijk beschreven door Kükenthal. 